# Super Hits, Volume 2
Pour les articles homonymes, voir Super Hits.
Albums de George Jones
Walls Can Fall
(1992) High-Tech Redneck
(1993)
Super Hits, Volume 2 est une compilation de l'artiste américain de musique country George Jones. Cet album est sorti le 9 mars 1993 sur le label Epic Records.

## Liste des pistes
| No  | Titre                                      | Auteur | Durée |
| --- | ------------------------------------------ | ------ | ----- |
| 1.  | The Door                                   |        | 2:43  |
| 2.  | Still Doin' Time                           |        | 2:50  |
| 3.  | Shine On (Shine All Your Sweet Love on Me) |        | 3:22  |
| 4.  | I Always Get Lucky with You                |        | 3:19  |
| 5.  | (I'm a) One-Woman Man                      |        | 2:16  |
| 6.  | I Turn to You                              |        | 2:39  |
| 7.  | Wine Colored Roses                         |        | 3:20  |
| 8.  | Loving You Could Never Be Better           |        | 3:05  |
| 9.  | She Thinks I Still Care                    |        | 2:50  |
| 10. | Radio Lover                                |        | 3:26  |